# Rancho Bellavista Fraccionamiento
Rancho Bellavista Fraccionamiento är en ort i Mexiko.   Den ligger i kommunen Querétaro och delstaten Querétaro Arteaga, i den centrala delen av landet, 190 km nordväst om huvudstaden Mexico City. Rancho Bellavista Fraccionamiento ligger 1 798 meter över havet och antalet invånare är 1 705.
Terrängen runt Rancho Bellavista Fraccionamiento är platt västerut, men österut är den kuperad. Runt Rancho Bellavista Fraccionamiento är det tätbefolkat, med 849 invånare per kvadratkilometer. Närmaste större samhälle är Santiago de Querétaro, 6,7 km öster om Rancho Bellavista Fraccionamiento. Runt Rancho Bellavista Fraccionamiento är det i huvudsak tätbebyggt.